# Oneur-ui tamjeong
Oneur-ui tamjeong (오늘의 탐정?), nota anche con i titoli internazionali The Ghost Detective e Today's Detective, è una serie televisiva sudcoreana del 2018.

## Trama
Lee Da-il ha la capacità di vedere i fantasmi, e decide di aiutare la sua collaboratrice Jung Yeo-wool a risolvere il mistero della morte di suo fratello, a cui sembra essere collegata una misteriosa "signora in rosso", Sunwoo Hee.